# Condado de Elbert (Colorado)
El condado de Elbert (en inglés: Elbert County), fundado en 1874, es uno de los 64 condados del estado estadounidense de Colorado. En el año 2000 tenía una población de 19 872 habitantes con una densidad poblacional de 4 personas por km². La sede del condado es Kiowa.

## Geografía
Según la Oficina del Censo, el condado tiene un área total de 4794 km² (1851,0 mi²), de la cual 4794 km² (1851,0 mi²) es tierra y 0 km² (0 mi²) (0.01%) es agua.

### Condados adyacentes
- Condado de Arapahoe - norte
- Condado de Lincoln - este
- Condado de El Paso - sur
- Condado de Douglas - oeste

## Demografía
En el 2000 la renta per cápita promedia del condado era de $62 480, y el ingreso promedio para una familia era de $66 740. En 2000 los hombres tenían un ingreso per cápita de $45 329 versus $29 767 para las mujeres. El ingreso per cápita para el condado era de $24 960. Alrededor del 4.00% de la población estaba bajo el umbral de pobreza nacional.

## Ciudades y pueblos
- Agate
- Elizabeth
- Elbert
- Fondis
- Kiowa
- Matheson
- Ponderosa Park (lugar designado por el censo)
- Simla